# Балтиморски университет
Балтиморският университет (на английски: University of Baltimore, съкращавано като UB или Ubalt), е държавен университет в Балтимор, щата Мериленд, Съединените американски щати. Има филиали в близки селища.
Основан е през 1925 година, става част от университетската система на Мериленд през 1975 година. В университета се обучават 6000 студенти.